# La Hérelle
La Hérelle är en kommun i departementet Oise i regionen Hauts-de-France i norra Frankrike. Kommunen ligger i kantonen Breteuil som tillhör arrondissementet Clermont. År 2022 hade La Hérelle 238 invånare.

## Befolkningsutveckling
Antalet invånare i kommunen La Hérelle
| Referens: INSEE |